# Odontotrema thamnoliae
Odontotrema thamnoliae är en lavart som beskrevs av Zhurb., Diederich och Javier Etayo. Odontotrema thamnoliae ingår i släktet Odontotrema, och familjen Odontotremataceae. Arten är reproducerande i Sverige.